# حسین ولیوند
حسین ولی‌وند زمانی (زاده ۵ فروردین ۱۳۴۲ اصفهان) سرتیپ ارتش جمهوری اسلامی ایران است، که هم‌اکنون به‌عنوان فرمانده دانشگاه فرماندهی و ستاد آجا (دافوس) فعالیت می‌کند. وی از سال ۱۳۶۰ به عضویت ارتش جمهوری اسلامی ایران درآمد و در خلال جنگ ایران و عراق از اعضای نیروی زمینی ارتش بود. ولی‌وند پیش‌تر به‌عنوان آجودان ریاست‌جمهوری (حسن روحانی) فعالیت می‌کرد.

## زندگی‌نامه
حسین ولی‌وند زمانی ۵ فروردین ۱۳۴۲ در شهر اصفهان زاده شد. پدر وی اصالتا بختیاری است. ولی‌وند طی ۹۶ ماه حضور در جنگ ایران و عراق، مسئولیت‌هایی نظیر فرماندهی آتشبار توپخانه، فرماندهی گردان توپخانه و همچنین فرماندهی تیپ دانشجویان دانشگاه افسری امام علی، فرمانده توپخانه لشکر ۳۰پیاده گرگان؛ معاون آموزش دافوس و فرماندهی دانشگاه فرماندهی و ستاد ارتش را بر عهده داشته‌است.
در تاریخ هشتم دی ماه ۱۳۹۸ به پیشنهاد سرلشکر سید عبدالرحیم موسوی فرمانده کل ارتش و موافقت فرمانده کل قوا وی به درجه سرتیپی ارتقا یافت.

## جایزه‌ها و نشان‌های افتخار
این بخش شامل نشان‌ها و جایزه‌های رسمی امیر ولیوند است که بر روی لباس همسان او نصب می‌شود ولی جایزه‌های غیرنظامی و غیررسمی را دربر نخواهد گرفت.

### آرم‌ها
| هیئت معارف جنگ              | چتربازی درجه سه       |
| دانشگاه فرماندهی و ستاد آجا | جنگ در کوهستان        |
| آجا                         | دانشگاه عالی دفاع ملی |

### نوار نشان‌ها
|  |  |  |
|  |  |  |
|  |  |  |
|  |  |  |

### نام نشان‌ها
| نشان ایثار         | نشان جانبازی |                     |
| نشان ورزش          | دوره دکتری   | نشان سربلندی        |
| دوره عالی          | دوره دافوس   | دوره علوم استراتژیک |
| دوره دانشگاه افسری | دوره مقدماتی | دوره های عرضی       |